# Jorden er tørstig
Jorden er tørstig (russisk: Земля жаждет) er en sovjetisk film fra 1930 af Julij Rajzman.